# Christian Schiemann
Christian Rodolfo Schiemann Alonso (* 23. Februar 1977) ist ein ehemaliger chilenischer Fußballschiedsrichterassistent.
Auf nationaler Ebene war Schiemann Schiedsrichterassistent in der chilenischen Primera División.
Von 2014 bis 2022 stand Schiemann als Schiedsrichterassistent auf der Liste der FIFA-Schiedsrichter und leitet internationale Fußballpartien. Seit 2014 leitet er Spiele in der Copa Sudamericana, seit 2015 Spiele in der Copa Libertadores. 
Schiemann war unter anderem bei der U-17-Weltmeisterschaft 2015 in Chile, bei der U-20-Weltmeisterschaft 2017 in Südkorea, bei der Weltmeisterschaft 2018 in Russland (als Assistent von Julio Bascuñán) und bei der Klub-Weltmeisterschaft 2019 in Katar (als Assistent von Roberto Tobar) im Einsatz, zudem bei der Copa América Centenario 2016 in den Vereinigten Staaten, Copa América 2019 in Brasilien und Copa América 2021 in Brasilien.